# Self Bank
Self Bank (ahora con el nombre de SelfBank by Singular Bank) es el servicio banco en línea perteneciente al banco español Singular Bank S.A.U.
Desde febrero de 2019, es propiedad de Warburg Pincus, fondo de capital riesgo estadounidense, y Javier Marín Romano, exconsejero delegado de Banco Santander.

## Historia
En el año 2000, Self Trade, de origen francés y con accionistas como el grupo Rothschild, el banco alemán Salomon Oppenheim y el holding de inversiones de la familia Agnelli (dueños de Fiat), abre sucursal en España. A finales de ese mismo año, Self Trade fue comprado por Direkt Anlage Bank (DAB), el primer banco en línea de Alemania.
En 2003, Boursorama, el broker en línea de Société Générale, compró Self Trade..
En 2009, CaixaBank adquirió el 49% de Self Bank. Se solicitó licencia bancaria y la entidad se convirtió en un banco español.
En 2015, la entidad actualiza su imagen corporativa.
En junio de 2015, CaixaBank anunció la venta de su participación del 49% en Self Bank a Boursorama.
En junio de 2018, Société Générale anunció la venta del 100% del capital a Warburg Pincus, fondo de capital riesgo estadounidense, y Javier Marín Romano, exconsejero delegado de Banco Santander, por 40 millones de euros.
En febrero de 2019, se completó dicha adquisición.
En enero de 2020, cambió la denominación a * Singular Bank S.A.U manteniendo la actividad de banca en línea bajo la denominación SelfBank by Singular Bank.

## Reconocimientos
En 2014, fue premiado como mejor banco en línea de España en el certamen de premios anual organizado por la revista Capital Finance International.